# NGC 2050
NGC 2050 (другое обозначение — ESO 56-SC170) — рассеянное скопление в созвездии Золотая Рыба.
Этот объект входит в число перечисленных в оригинальной редакции «Нового общего каталога».
Объект тяжело идентифицировать, так как один из рисунков Джона Гершеля с центром в 30 Золотой Рыбы не показывает возможное место NGC 2050 на небе, потому что не охватывает такую большую площадь, а другой охватывает бо́льшую площадь, но недостаточно разборчив на сканированном изображении. Описание Гершеля тоже неоднозначное. Обычно за NGC 2050 принимается облако звёзд, координаты Гершеля для NGC 2050 указывают на место, близкое к его середине.